# Вакка (водохранилище)
Вакка (итал. Lago della Vacca) — водохранилище, расположенное на высоте 2358 м над уровнем моря в долине реки Каффаро у подножия западного склона горы Корноне-ди-Блумоне. Находится в провинции Брешия итальянской области Ломбардия. Своим названием озеро обязано находящейся неподалёку скале причудливой формы, напоминающей корову (итал. vacca).
Вакка имеет относительно небольшие размеры: площадь — 25,6 га, средний объём — 2,4 млн м³. Оно расположено в котловине ледникового происхождения, образовавшейся под воздействием ледника с южной стороны горного массива Адамелло. Озеро окружено горными вершинами высотой до 2500 м. Впадающие реки отсутствуют. Приток воды осуществляется за счёт осадков, выпадающих в летний период на окружающей территории площадью 156 га, и таяния снежного покрова в близлежащих горах. Единственная вытекающая река — это Рио-Лайоне (итал. Rio Laione), приток Каффаро.
Водохранилище образовалось после постройки гравитационной плотины из бетона объёмом 5600 м². Плотина достигает 17,5 м в высоту и 87 м в длину в верхней части. Строительство было завершено в 1927 году. Озеро используется для производства электроэнергии на нижестоящей гидроэлектростанции Гавер, принадлежащей концессии Caffaro s.p.a.